# 2-Ethylbutanal
2-Ethylbutanal ist eine organisch-chemische Verbindung aus der Stoffgruppe der Aldehyde.  

## Vorkommen

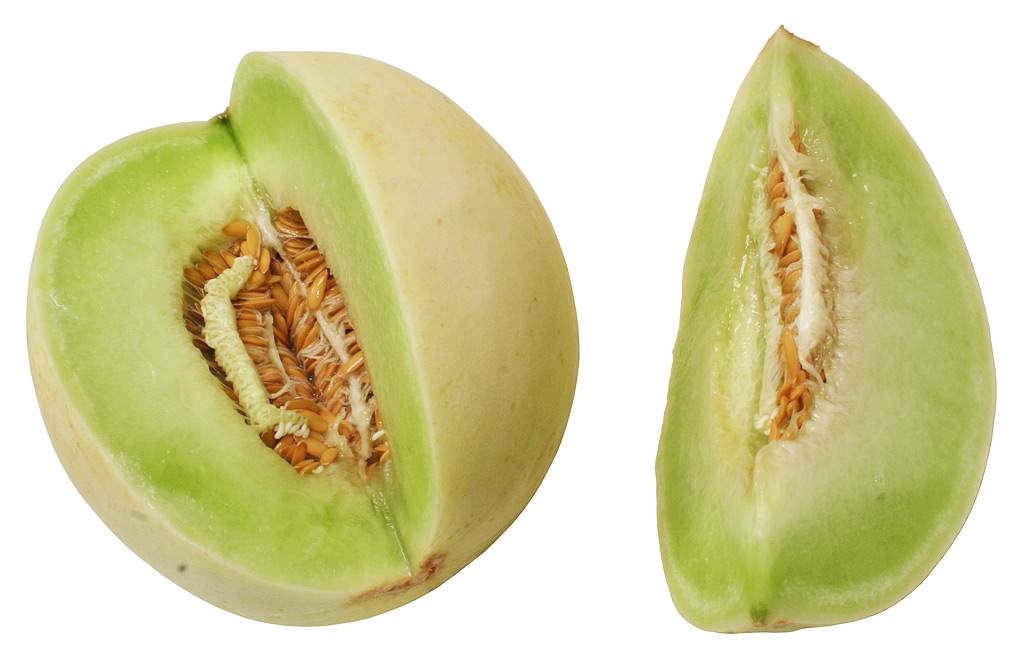
Melonen enthalten natürlicherweise 2-Ethylbutanal

2-Ethylbutanal kommt natürlich in Melonen, Pommes frites, Weizenbrot Mais und Muscheln vor.

## Eigenschaften

### Physikalische Eigenschaften
2-Ethylbutanal ist eine leicht flüchtige, leichtentzündliche, farblose Flüssigkeit mit unangenehmem Geruch, welche schwerlöslich in Wasser ist. 

### Sicherheitstechnische Kenngrößen
2-Ethylbutanal hat einen Flammpunkt von −11 °C. Der Explosionsbereich liegt zwischen 1,2 Vol.‑% (50 g/m3) als untere Explosionsgrenze (UEG) und 7,7 Vol.‑% (320 g/m3) als obere Explosionsgrenze (OEG).) In fein verteilter Form kann sich die Verbindung von selbst entzünden.